# Jan Řehula
Jan Řehula (* 15. November 1973 in Cheb) ist ein ehemaliger tschechischer Triathlet. Er war Dritter der Olympischen Sommerspiele 2000.

## Werdegang
1999 wurde er in Portugal Vizeeuropameister auf der Triathlon-Kurzdistanz. 2000 wurden im Rahmen der Olympischen Sommerspiele erstmals Bewerbe im Triathlon ausgetragen. Jan Řehula startete in Sydney für Tschechien und erreichte den dritten Rang.
Im Juli 2004 wurde Řehula Vizeeuropameister im Xterra-Cross-Triathlon. 2009 gewann er beim Korea Triathlon Jeju über die Ironman-Distanz (3,86 km Schwimmen, 180,2 km Radfahren und 42,195 km Laufen).
Nach Beendigung seiner aktiven Zeit coachte er das koreanische Triathlon-Team. Er lebt mit seinen beiden Kindern in Pilsen.

## Sportliche Erfolge
| Datum/Jahr    | Rang | Wettbewerb                                    | Austragungsort        | Zeit     | Bemerkung                                                                                          |
| ------------- | ---- | --------------------------------------------- | --------------------- | -------- | -------------------------------------------------------------------------------------------------- |
| 4. Okt. 2009  | 1    | Ironman 70.3 Putrajaya                        | Putrajaya             | 04:01:19 | [ 2 ]                                                                                              |
| 13. Juni 2005 | 1    | ITU World Triathlon Cup                       | Tongyeong             | 01:52:18 | Sieger in Südkorea                                                                                 |
| 26. Juli 2003 | 5    | Alpen-Triathlon                               | Schliersee            | 02:04:25 | hinter dem Sieger Hektor Llanos (1,5 km Schwimmen, 40 km Radfahren und 10 km Laufen)               |
| 2. Sep. 2001  | 1    | ETU European Triathlon Cup                    | Gérardmer             | 03:46:10 | [ 4 ]                                                                                              |
| 16. Sep. 2000 | 3    | Olympische Sommerspiele 2000                  | Sydney                | 01:48:45 | 1,5 km Schwimmen, 40 km Radfahren und 10 km Laufen                                                 |
| 30. Apr. 2000 | 17   | ITU Triathlon World Championships             | Perth                 | 01:52:43 | |
| 12. Sep. 1999 | 16   | ITU Triathlon World Championships             | Montreal              | 01:46:37 | |
| 3. Juli 1999  | 2    | ETU Triathlon European Championships          | Funchal               | 01:48:51 | Triathlon-Vizeeuropameister auf der Kurzdistanz – hinter dem Schweizer Reto Hug                    |
| 30. Aug. 1998 | 16   | ITU Triathlon World Championships             | Lausanne              | 01:57:32 | Weltmeisterschaft auf der olympischen Distanz (1,5 km Schwimmen, 40 km Radfahren und 10 km Laufen) |
| 4. Juli 1998  | 5    | ETU Triathlon European Championships          | Velden am Wörther See | 01:51:23 | |
| 1998          | 5    | Goodwill Games                                | New York City         |          | |
| 5. Juli 1997  | 7    | ETU Triathlon European Championships          | Vuokatti              | 02:01:27 | |
| 25. Sep. 1994 | 1    | FISU World University Triathlon Championships | Nantes                | 01:50:58 | |

| Datum/Jahr    | Rang | Wettbewerb                                         | Austragungsort | Zeit     | Bemerkung                                                                                   |
| ------------- | ---- | -------------------------------------------------- | -------------- | -------- | ------------------------------------------------------------------------------------------- |
| 15. Aug. 2011 | 13   | Embrunman                                          | Embrun         | 11:01:10 | [ 5 ]                                                                                       |
| 27. Juli 2011 | 11   | Triathlon EDF Alpe d’Huez                          | Alpe d’Huez    | 06:13:34 | auf der Langdistanz                                                                         |
| 25. Okt. 2009 | 4    | ITU Long Distance Triathlon World Championships    | Perth          | 03:50:25 | Weltmeisterschaft                                                                           |
| 8. Aug. 2009  | 8    | ETU Long Distance Triathlon European Championships | Prag           | 05:46:02 | Europameisterschaft auf der Langdistanz (4 km Schwimmen, 120 km Radfahren und 30 km Laufen) |
| 14. Juli 2009 | 1    | Korea Triathlon Jeju                               | Seogwipo       | 09:24:46 | [ 10 ]                                                                                      |

| Datum/Jahr    | Rang | Wettbewerb                                    | Austragungsort     | Zeit     | Bemerkung                                                      |
| ------------- | ---- | --------------------------------------------- | ------------------ | -------- | -------------------------------------------------------------- |
| 24. Okt. 2004 |      | Xterra Cross Triathlon World Championships    | Maui               |          | mit Streckenrekord auf der Laufstrecke: 33:14 Minuten          |
| 1. Juli 2004  | 2    | Xterra Cross Triathlon European Championships | Hluboké u Kunštátu | 02:18:18 | Vizeeuropameister Cross-Triathlon – im Rahmen der Xterra Czech |
| 28. Juni 2003 | 2    | Xterra Czech Championships                    | Hluboké u Kunštátu |          |                                                                |

(DNF – Did Not Finish)